# Liste der Realschulen in München
Die Liste der Realschulen in München führt alle bestehenden öffentlichen und privaten Realschulen in der bayerischen Landeshauptstadt München auf.

## Legende
- Name/Koordinaten: Name der Realschule sowie Lagekoordinaten. Mit einem Klick auf die Koordinaten lässt sich die Lage der Schule auf verschiedenen Karten anzeigen.
- Namensherkunft: Herkunft des Namens der Schule
- Jahr: Gründungsjahr
- Wahlpflichtfächergruppe: Die jeweiligen Wahlpflichtfächergruppe der Realschule (siehe auch Realschule#Bayern):
  - Wahlpflichtfächergruppe I: mathematisch-naturwissenschaftlicher Zweig
  - Wahlpflichtfächergruppe II: wirtschaftlich-kaufmännischer Zweig
  - Wahlpflichtfächergruppe IIIa: Zweig mit Fremdsprachenschwerpunkt Französisch
  - Wahlpflichtfächergruppe IIIb: Zweig mit Fächern im musisch-gestaltenden, hauswirtschaftlichen oder sozialen Bereich
- Träger: Träger der Schule: Freistaat Bayern (Kultusministerium), Stadt München (Referat für Bildung und Sport), Kirchlich (Erzbistum München und Freising) oder Privat
- M: Reine Mädchenschulen sind in dieser Spalte durch ein M gekennzeichnet
- Schüler: Anzahl der Schüler im Schuljahr 2011/2012
- Stadtteil: Stadtteil, in dem die Schule liegt (siehe auch Liste der Stadtteile Münchens)
- B: Stadtbezirk, in dem die Schule liegt (siehe auch Liste der Stadtbezirke Münchens)
- Datei: Zeigt das Gebäude der Schule

## Liste
| Name Koordinaten                                                                        | Namensherkunft         | Jahr      | Wahlpflicht- fächergruppe       | Träger                          | M | Schüler       | Stadtteil        | B  | Bild |
| --------------------------------------------------------------------------------------- | ---------------------- | --------- | ------------------------------- | ------------------------------- | - | ------------- | ---------------- | -- | ---- |
| Adalbert-Stifter-Realschule 48° 8′ 1,2″ N, 11° 36′ 19,6″ O                              | Adalbert Stifter       | 1965      | I II IIIb                       | Stadt                           |   | 424           | Haidhausen       | 5  |      |
| Anne-Frank-Realschule 48° 8′ 20,2″ N, 11° 27′ 39,8″ O                                   | Anne Frank             | 1957      | I IIIa/IIIb                     | Stadt                           | M | 636           | Pasing           | 21 |      |
| Artur-Kutscher-Realschule 48° 11′ 5,4″ N, 11° 31′ 9,6″ O                                | Artur Kutscher         | 1971      | I II IIIa                       | Stadt                           |   | 630           | Moosach          | 10 |      |
| Balthasar-Neumann-Realschule 48° 12′ 26″ N, 11° 34′ 7,1″ O                              | Balthasar Neumann      | 1968      | I II IIIa                       | Stadt                           |   | 442           | Harthof          | 11 |      |
| Carl-Spitzweg-Realschule 48° 10′ 49,2″ N, 11° 27′ 47″ O                                 | Carl Spitzweg          | 1970      | I II                            | Stadt                           |   | 523           | Untermenzing     | 23 |      |
| Carl-von-Linde-Realschule 48° 7′ 55,6″ N, 11° 32′ 12,3″ O                               | Carl von Linde         | 1966      | I II IIIb                       | Stadt                           |   | 811           | Schwanthalerhöhe | 8  |      |
| Elly-Heuss-Realschule 48° 6′ 43,3″ N, 11° 35′ 47,7″ O                                   | Elly Heuss-Knapp       | 1958      | I II IIIb                       | Stadt                           |   | 583           | Ramersdorf       | 16 |      |
| Erich Kästner-Realschule 48° 13′ 1,3″ N, 11° 33′ 25,6″ O                                | Erich Kästner          | 1979      | I II IIIa/IIIb                  | Stadt                           |   | 533           | Hasenbergl       | 24 |      |
| Ernst-Barlach-Schule 48° 10′ 38,3″ N, 11° 34′ 37,4″ O                                   | Ernst Barlach          | um 1970   | II IIIb                         | Privat (Stiftung Pfennigparade) |   | 177           | Schwabing        | 4  |      |
| Franz-Auweck-Abendschule 48° 9′ 12,6″ N, 11° 32′ 36″ O                                  | Franz Auweck           |           | II III                          | Stadt                           |   | 163           | Neuhausen        | 9  |      |
| Fridtjof-Nansen-Realschule 48° 8′ 9,3″ N, 11° 36′ 40,8″ O                               | Fridtjof Nansen        | 0vor 1968 | I II IIIb                       | Stadt                           |   | 636           | Haidhausen       | 5  |      |
| Georg-Büchner-Realschule 48° 7′ 39″ N, 11° 30′ 34,5″ O                                  | Georg Büchner          | 1970      | I II IIIa/IIIb                  | Staat                           |   | 746           | Laim             | 25 |      |
| Realschule Gut Warnberg (bis 2012: Hans-Hofer-Realschule) 48° 3′ 59,3″ N, 11° 30′ 37″ O | Gut Warnberg           |           | II IIIb                         | Privat                          |   | 106           | Solln (Warnberg) | 19 |      |
| Helen-Keller-Realschule 48° 10′ 3,1″ N, 11° 38′ 12,6″ O                                 | Helen Keller           | 1968      | I II IIIa                       | Stadt                           |   | 640 (2018/19) | Oberföhring      | 13 |      |
| Hermann-Frieb-Realschule 48° 9′ 41″ N, 11° 33′ 58,7″ O                                  | Hermann Frieb          | 1961      | I II IIIb                       | Stadt                           |   | 611           | Schwabing        | 4  |      |
| Huber-Realschule 48° 7′ 55,5″ N, 11° 34′ 52,8″ O                                        |                        |           | IIIa/IIIb                       | Privat                          |   | 145           | Isarvorstadt     | 2  |      |
| Isar-Realschule 48° 7′ 55,5″ N, 11° 34′ 52,8″ O                                         | Isar                   |           | I                               | Privat                          |   | 146           | Isarvorstadt     | 2  |      |
| Joseph-von-Fraunhofer-Schule 48° 5′ 24,4″ N, 11° 28′ 52,3″ O                            | Joseph von Fraunhofer  |           | I II IIIa/IIIb                  | Staat                           |   | 774           | Fürstenried      | 19 |      |
| Ludwig-Thoma-Realschule 48° 7′ 27,2″ N, 11° 37′ 18,9″ O                                 | Ludwig Thoma           | 1968      | I II IIIa                       | Stadt                           |   | 500           | Berg am Laim     | 14 |      |
| Lukas-Schule (evang. Realschule) 48° 8′ 26,3″ N, 11° 30′ 6″ O                           | Evangelist Lukas       |           | II IIIb                         | Privat                          |   | 251           | Laim             | 25 |      |
| Maria-Probst-Realschule 48° 7′ 2,5″ N, 11° 33′ 2″ O                                     | Maria Probst           | 1967      | I II IIIa IIIb (nur 10. Jhgst.) | Stadt                           |   | 553           | Sendling         | 6  |      |
| Maria-Ward-Mädchenrealschule 48° 7′ 37,4″ N, 11° 37′ 42″ O                              | Maria Ward             |           | II IIIa/IIIb                    | Kirche                          | M | 482           | Berg am Laim     | 14 |      |
| Maria-Ward-Realschule Nymphenburg 48° 9′ 41,8″ N, 11° 30′ 16,1″ O                       | Maria Ward             |           | II IIIa/IIIb                    | Kirche                          | M | 410           | Nymphenburg      | 9  |      |
| Marieluise-Fleißer-Realschule 48° 8′ 14,2″ N, 11° 33′ 9,6″ O                            | Marieluise Fleißer     | 2003      | I II IIIa/IIIb                  | Staat                           |   | 523           | Ludwigsvorstadt  | 2  |      |
| Neuhof-Realschule 48° 6′ 14,1″ N, 11° 32′ 15,4″ O                                       |                        |           | IIIb                            | Privat                          |   | 133           | Sendling         | 6  |      |
| Novalis-Realschule der Neuhof-Schulen 48° 6′ 14,1″ N, 11° 32′ 15,4″ O                   | Novalis                |           | IIIb                            | Privat                          |   | 126           | Sendling         | 6  |      |
| Nymphenburger Realschule 48° 9′ 57″ N, 11° 31′ 16,8″ O                                  | Nymphenburg            |           | II IIIa/IIIb                    | Privat                          |   | 137           | Gern             | 9  |      |
| Pestalozzi Realschule 48° 7′ 28,7″ N, 11° 39′ 56,9″ O                                   | Heinrich Pestalozzi    | 2005      | IIIa/IIIb                       | Privat                          |   | 145           | Trudering        | 15 |      |
| Realschule an der Blutenburg 48° 9′ 49″ N, 11° 27′ 47,2″ O                              | Schloss Blutenburg     | 1970      | II IIIa/IIIb                    | Stadt                           |   | 448           | Obermenzing      | 21 |      |
| Ricarda-Huch-Realschule 48° 9′ 42″ N, 11° 34′ 58″ O                                     | Ricarda Huch           |           | I II IIIa                       | Stadt                           |   | 432           | Schwabing        | 12 |      |
| Rudolf-Diesel-Realschule 48° 9′ 6,7″ N, 11° 32′ 1,5″ O                                  | Rudolf Diesel          | 1961      | I II                            | Stadt                           |   | 429           | Neuhausen        | 9  |      |
| Sabel-Realschule 48° 8′ 13,6″ N, 11° 33′ 26,7″ O                                        | Gustav Adolf Sabel     |           | I II IIIa/IIIb                  | Privat                          |   | 399           | Ludwigsvorstadt  | 2  |      |
| Salvator-Realschule 48° 8′ 13,1″ N, 11° 34′ 8,3″ O                                      |                        | 1925      | I II IIIa                       | Stadt                           | M | 371           | Altstadt         | 1  |      |
| Samuel-Heinicke-Realschule 48° 10′ 0,8″ N, 11° 30′ 27,7″ O                              | Samuel Heinicke        | 1971      | I II IIIb                       | Privat                          |   | 473           | Nymphenburg      | 9  |      |
| Theresia-Gerhardinger-Mädchenrealschule 48° 7′ 30,4″ N, 11° 35′ 4,2″ O                  | Theresia Gerhardinger  | 1931      | I II IIIa/IIIb                  | Kirche                          | M | 602           | Au               | 5  |      |
| Werner-von-Siemens-Realschule 48° 6′ 34,9″ N, 11° 38′ 52,3″ O                           | Werner von Siemens     |           | I II IIIb                       | Stadt                           |   | 565           | Neuperlach       | 16 |      |
| Wilhelm-Busch-Realschule 48° 6′ 17″ N, 11° 38′ 5,4″ O                                   | Wilhelm Busch          |           | I II IIIa/IIIb                  | Stadt                           |   | 776           | Neuperlach       | 16 |      |
| Wilhelm-Röntgen-Realschule 48° 5′ 48,9″ N, 11° 39′ 28,3″ O                              | Wilhelm Conrad Röntgen | 1971      | I II IIIa                       | Stadt                           |   | 387           | Neuperlach       | 16 |      |
| Innovative Realschule München                                                           |                        | 2018      | II                              | Privat                          |   |               | Trudering        | 15 |      |